# Milkha Singh
Milkha Singh (ملکھا سنگھ; Faisalabad, 20 novembre 1929 – Chandigarh, 18 giugno 2021) è stato un velocista indiano.

## Biografia
Specialista dei 400 metri piani, fu il primo indiano ad aggiudicarsi una medaglia d'oro nell'atletica leggera ai Giochi del Commonwealth vincendo la gara sulle 440 iarde ai Giochi del 1958.
Vinse quattro medaglie d'oro ai Giochi Asiatici: due nel 1958 e due nel 1962.
Partecipò a tre edizioni dei Giochi olimpici ottenendo come miglior risultato un quarto posto sui 400 metri a Roma 1960: in quell'occasione, correndo in 45"6, stabilì il record nazionale che sarebbe stato battuto solo quarant'anni dopo.
Singh è morto il 18 giugno 2021 per complicazioni da COVID-19, insieme alla moglie.

## Palmarès
| Anno | Manifestazione                                   | Sede      | Evento                | Risultato  | Prestazione | Note  |
| ---- | ------------------------------------------------ | --------- | --------------------- | ---------- | ----------- | ----- |
| 1956 | Giochi olimpici                                  | Melbourne | 200 metri piani       | Batterie   |             | [ 4 ] |
| 1956 | Giochi olimpici                                  | Melbourne | 400 metri piani       | Batterie   |             | [ 5 ] |
| 1958 | Giochi dell'Impero e del Commonwealth Britannico | Cardiff   | 440 iarde             | Oro        |             |       |
| 1958 | Giochi asiatici                                  | Tokyo     | 200 metri             | Oro        |             |       |
| 1958 | Giochi asiatici                                  | Tokyo     | 400 metri             | Oro        |             |       |
| 1960 | Giochi olimpici                                  | Roma      | 400 metri piani       | 4º         | 45"6        | [ 6 ] |
| 1962 | Giochi asiatici                                  | Jakarta   | 400 metri piani       | Oro        |             |       |
| 1962 | Giochi asiatici                                  | Jakarta   | Staffetta 4×400 metri | Oro        |             |       |
| 1964 | Giochi olimpici                                  | Tokyo     | Staffetta 4×400 metri | Semifinali |             | [ 7 ] |